# برومسكيوس
Promiscuous هي أغنية للكندية نيللي فرتادو من نوع البوب الذي يختلط به الراب كتبتها بمشاركة تمبالاند وهيلز وكاليتون ولحنها تمبالاند وذراعه الأيمن في الإنتاج والتلحين دانجا، طرحت في أبريل 2006 في أمريكا الشمالية وفي 24 يونيو في أستراليا و4 سبتمبر في أوروبا وذلك على هيئة ديجتال داونلود وفينال وسيدي سنغل. سجلت في ميامي عام 2005 ورشحت لجائزة Grammy عن فئة أفضل صوت وديو بوب إضافة إلى فوزها بجائزة Juno عن فئة أغنية العام. تم كتابة العديد من التقراير حول الأغنية في عديد ن المواقع المتخصصة في كتابة التقارير حول الأغاني المنفردة والألبومات الموسيقية على سبيل مثال Rolling Stone حيث كتب الصحافي Rob Sheffield مقالاً جيداً ممتدحاً الأغنية باعتبارها أهم أغاني ألبوم لووس من جانب أخرى قامت شركة All Music Guide هي الأخرى بكتابة تقرير عن الأغنية كونها تخطت نجاح المطرب الأمريكي المعروف Prince. الأغنية المصورة طرحت لأول مرة في كندا من خلال برنامج MuchOnDemand الذي تعرضه المحطة الكندية الموسيقية المعروفة MuchMusic.

## لمحة حول الأغنية

### التحضير
كلمات أغنية برومسكيوس تتضمن جانبين أساسيين من العلاقة بين الرجل والمرأة. الأغنية كانت أول ما كتبت فرتادو بمشاركة الرفيق الأساسي في عملها لووس تمبالاند و Attitude. تم اشتقاق كلمات وألحان الأغنية من عدة فنانين حيث كان تمبالاند ودانجا خلال الحضير بالاستماع إلى عدد منهم ومعظمهم من أجواء أغاني بوب الثمانينات مثل Talking Heads، Blondie، Madonna، The Police و Eurythmics

### فيديو كليب

نيللي وتمبالاند وجستن تيمبرلاك في الكليب

تم تصوير برومسكيوس في نهاية 2005 تحت إشراف المخرج Little X وتسرب 30 ثانية منها إلى الإنترنت.وتعتبر هذه الأغنية المصورة هي أول تعامل بين نيللي والمخرج ليتيل إكس، عرض الفيديو لأول مرة في كندا بشكل رسمي مع مقابلة مع نيللي فرتادو في برنامج MuchOnDemand أحد برامج قناة MuchMusic الموسيقية التي تم بثها في الشرق الأوسط لأول مرة في نهاية 2006 أما في قناة MTV فقد عرضت في 3 مايو 2006. فكرة الكليب ناسبت كلمات الأغنية فمعنى كلمة برومسكيوس يطلق عادةً على الشخص المتقلب الذي ينتقل من عشيقة إلى أخرى لذلك نرى في الأغنية المصورة نيللي وعدد من الموديلات ينتقلون بين أشخاص كثيرين. ظهر الأغنية المصورة عدد من الفنانين مثل تمبالاند وجستن تيمبرلاك وكيري هلسون وبريا ميليس.

### طاقم الأغنية
- الأصوات الأساسية: نيللي فرتادو، تمبالاند
- المكساج: ماركيلا أراسيا، ديمكيو كاستيلون
- الصوت المنتج: جيم بينز
- الأصوات الخلفية: نيللي فرتادو، جيم بينز
- مهندسي الصوت: جيمس روج، كوبلا تيتي
- الطبول: تمبالاند، دانجا
- الأورغ: تمبالاند، دانجا

## الصيغ وقائمة الأغاني
هذه مجموعة السيديز التي أصدرت للأغنية في مجموعة من الدول.